# Olympische Winterspiele 2018/Teilnehmer (Mongolei)
| Gelbes Symbol für Goldmedaillen mit stilisierten Olympischen Ringen | Graues Symbol für Silbermedaillen mit stilisierten Olympischen Ringen | Braundes Symbol für Bronzemedaillen mit stilisierten Olympischen Ringen |
| ------------------------------------------------------------------- | --------------------------------------------------------------------- | ----------------------------------------------------------------------- |
| —                                                                   | —                                                                     | —                                                                       |

Bei den Olympischen Winterspielen 2018 nahm die Mongolei mit einem Mann und einer Frau im Skilanglauf teil. Fahnenträger bei der Eröffnungsfeier war Batmönchiin Atschbadrach.

## Teilnehmer nach Sportarten

### Skilanglauf
| Männer                   |                |             |    |
| Batmönchiin Atschbadrach | 15 km Freistil | 41:40,4 min | 97 |
| Frauen                   |                |             |    |
| Tschinbatyn Otgontsetseg | 10 km Freistil | 32:52,1 min | 84 |